# Konspirationen mot Amerika
Konspirationen mot Amerika är en roman av Philip Roth utgiven 2004.
Romanen är en alternativhistoria om hur flyghjälten och antisemiten Charles Lindbergh vinner presidentvalet 1940 mot Franklin D. Roosevelt och blir USA:s president. Mot denna historiska bakgrund berättar Philip Roth om sin egen och andra judiska familjers rädsla och utsatthet under Lindberghs presidenttid.